# Велика црвена пега
Велика црвена пега на Јупитеру је огромни олујни ветар у његовој атмосфери. Овај антициклонски ветар је познат више од 300 година и све време траје несмањеном јачином. Довољно је велика да се са Земље види и мањим телескопима.
Први пут су је уочили Ђовани Касини и Роберт Хук независно један од другога 1665. године. Претпоставља се да је црвене боје, јер је богата гасом метаном, који потиче из нижих делова атмосфере.
Има овалан облик и ротира у смеру обрнутом од смера обртања казаљки на сату, са периодом од око 6 дана. Димензије су поприлично променљиве и варирају у опсегу од 12.000-14.000 km краћа оса и 24.000-40.000 km већа оса. Довољно је велика да се у њу сместе до три планете величине Земље. Облаци пеге се налазе на пар километара већој висини него околни облаци ван пеге.
Овакви огромни ветрови нису необични за планете Јупитеровог типа. Испод велике црвене пеге се налази мања пега беле боје, названа Велика црвена пега јуниор и велика је колико и планета Земља. Велика пега може просто да прогута мање олује, што је већ више пута посматрано телескопима.
Тренутно (2009) Велика црвена пега је отприлике упола мање величине него што је била пре 100 година, а њена црвена боја је благо побледела. Не зна се колико ће овај олујни ветар још да траје, и да ли су њене промене само резултат нормалних флуктуација или се олуја стварно смирује.
Крајем 2015. године НАСА је објавила снимак Јупитера у 4К резолуцији (ултра-висока дефиниција). Снимак је настао из фотографија свемирског телескопа Хабл, а у склопу пројекта којим се овај телескоп користи за посматрање гасовитих џинова Сунчевог система сваке године како би се боље разумео састав њихових атмосфера. На основу ових података, научници су установили да се Велика црвена пега и даље смањује, али успореним темпом. У периоду између 2014. и 2015. године њен пречник смањио се за додатних 240 км.